# Trevo das Palmeiras

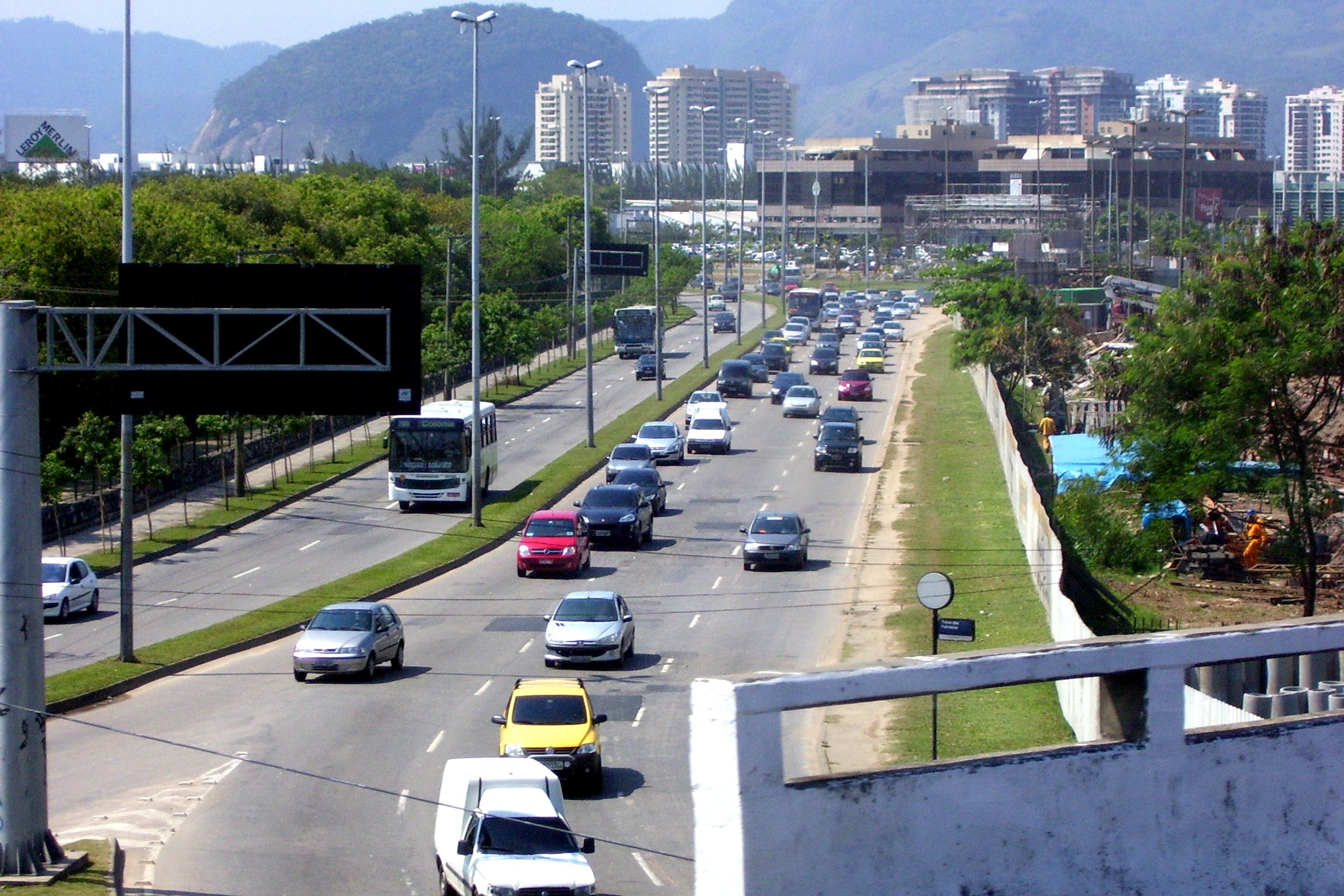
Avenida Ayrton Senna no trecho que leva à passagem sob a Avenida das Américas, formando o Trevo das Palmeiras

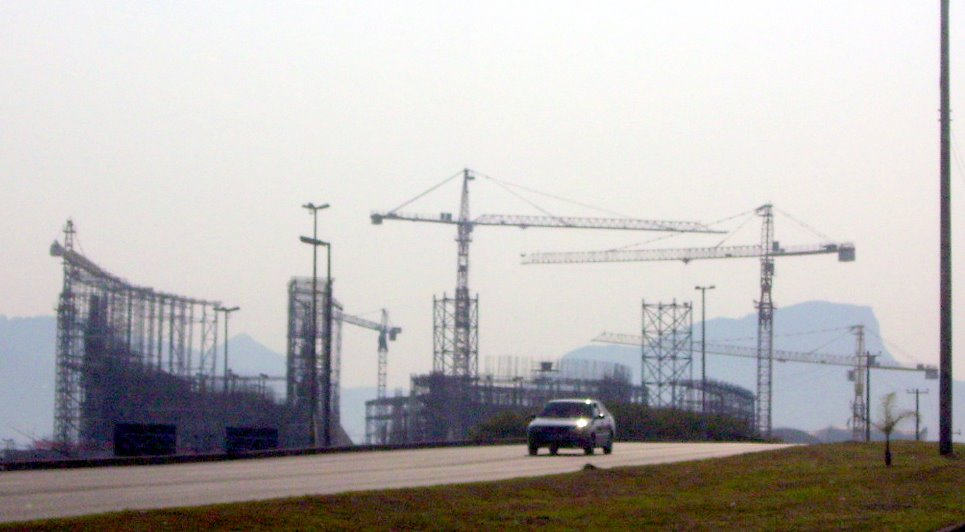
Obras da Cidade da Música, no Trevo das Palmeiras

Trevo das Palmeiras (também conhecido como Cebolão ou Alvorada) é o cruzamento da avenida das Américas com a avenida Ayrton Senna, as duas vias mais importantes da Barra da Tijuca, na zona oeste do Rio de Janeiro.
No trevo localizam-se a Cidade da Música, o Terminal Alvorada .
Com o crescimento da Barra da Tijuca, o Trevo das Palmeiras deve se transformar num dos mais importantes nós viários da cidade.